# Посёлок Тельмана (Северная Осетия)
Те́льмана (осет. Тельман) — посёлок в Моздокском районе Республики Северная Осетия — Алания. Входит в состав муниципального образования «Притеречное сельское поселение».

## География
Селение расположено к югу от канала «имени Ленина», в северо-западной части Моздокского района, у границы Северной Осетии и Ставропольского края. Находится в 33 км к северо-западу от районного центра Моздок и в 125 км к север-западу от города Владикавказ. Граничит с землями населённых пунктов: Новобалтийский на севере, Елбаево на востоке и Черноярская на юге.
Населённый пункт расположен на наклонной Кабардинской равнины. Рельеф местности преимущественно равнинный, с бугристыми и курганными возвышенностями в некоторых местах. Средние высоты составляют около 167 метров над уровнем моря.
Гидрографическая сеть на территории посёлка представлена скудно. К северу от населённого пункта проходит канал «имени Ленина», которым орошают сельскохозяйственными угодья и сады посёлка.
Климат влажный, умеренный. Среднегодовая температура воздуха составляет +10,5 °С. Температура воздуха в среднем колеблется от +23,3 °С в июле до −2,5 °С в январе. Среднегодовое количество осадков составляет около 570 мм. Основное количество осадков выпадает в период с мая по июль. В конце лета часты суховеи, дующие из территории Прикаспийской низменности.

## История
Населённый пункт основан в 1959 году, на базе одноимённого совхоза у канала «имени Ленина». Селение получило своё название в честь лидера германских коммунистов — Эрнста Тельмана.

## Население
| 2002 | 2010 | 2021 |
| ---- | ---- | ---- |
| 352  | ↘298 | ↗366 |

Национальный состав
По данным Всероссийской переписи населения 2010 года:
| Народ      | Численность, чел. | Доля от всего населения, % |
| ---------- | ----------------- | -------------------------- |
| русские    | 143               | 48,0 %                     |
| осетины    | 54                | 18,1 %                     |
| цыгане     | 34                | 11,4 %                     |
| турки      | 18                | 6,0 %                      |
| немцы      | 12                | 4,0 %                      |
| лезгины    | 9                 | 3,0 %                      |
| белорусы   | 7                 | 2,3 %                      |
| грузины    | 7                 | 2,3 %                      |
| кабардинцы | 6                 | 2,0 %                      |
| армяне     | 5                 | 1,7 %                      |
| другие     | 3                 | 1,0 %                      |
| всего      | 298               | 100 %                      |

## Инфраструктура
В посёлке действуют начальная школа, детский сад, фельдшерско-акушерский пункт и клуб. Населённый пункт газифицирован и снабжён электричеством.

## Улицы
Улицы
| Матросова |

| Никулиной |

| Цветочная |

Переулки
| Винградный |

| Лесной |